# Bowl Reef
Bowl Reef är ett rev på Stora barriärrevet i Australien.   Det ligger cirka 110 km nordost om Townsville i delstaten Queensland.